# 쿠보타 토시노부
쿠보타 토시노부(久保田 利伸, 1962년 7월 24일 ~ )는 일본의 싱어송라이터, 음악 프로듀서이다. 시즈오카현 이하라 군 간바라 정 (현 : 시즈오카시 시미즈구) 출신.

## 인물
본가는 청과물 가게를 운영하고 있다. 《와랏테 이이토모!》에 처음 출연하였을 때, 일가 모두 펑키한 스타일이어서, 청과물 가게 주인인 아버지는 손님이 오면 핑거칩스를 울리며 "(어서)옵셔"(らっしゃい)라고 한다고하였다.
어렸을 때는 야구소년이었으며, 닛폰햄 파이터스의 히로세 데쓰로는 중학교 2년 선배이다. 히로세가 입단한 후 닛폰햄 파이터스를 응원하고 있다.
시즈오카 현립 시즈오카 상업 고등학교 졸업 후, 고마자와 대학 경제학부에 입학하였다.
2004년, 노르웨이의 외국계 기업에 근무하는 11세 아래의 일본인 여성과 결혼하였고, 같은 해 12월에는 장남을 출산하였다.

## 내력
- 1988년, 다섯 번째 싱글 "You Were Mine"가 게츠쿠 《너의 눈동자를 체포한다》 주제가로 결정.
- 1989년, 첫 번째 베스트 앨범 the BADDEST가 싱글·앨범 통틀어 첫 밀리언 셀러.
- 1990년, NHK 홍백가합전 첫 출장.
- 1995년, Toshi Kubota라는 이름으로 전미 데뷔.
- 1996년, 모델 나오미 캠벨과의 듀엣곡 "LA・LA・LA LOVE SONG"이 후지 TV 《롱 베케이션》의 주제가로 기용되며 밀리언 셀러를 기록.
- 2010년 6월, "LOVE RAIN~사랑의 비~"가 《달의 연인~Moon Lovers~》 주제가로 기용되면서 14년만에 오리콘 차트 TOP3에 이름을 올렸다.

## 음반 목록

### 싱글
|      | 발매일           | 타이틀 (원제)                                   | 타이틀 (풀이)                    |
| ---- | ---------------- | ----------------------------------------------- | -------------------------------- |
| 일본 |                  |                                                 |                                  |
| 1st  | 1986년 6월 21일  | 失意のダウンタウン                              | 실의의 다운타운                  |
| 2nd  | 1986년 12월 21일 | TIMEシャワーに射たれて                          | TIME 샤워에                      |
| 3rd  | 1987년 2월 26일  | GODDESS ～新しい女神～                          | GODDESS~새로운 여신~             |
| 4th  | 1987년 10월 21일 | CRY ON YOUR SMILE                               |                                  |
| 5th  | 1988년 2월 26일  | You Were Mine                                   |                                  |
| 6th  | 1990년 6월 21일  | GIVE YOU MY LOVE                                |                                  |
| 7th  | 1990년 10월 1일  | Be wanabee                                      |                                  |
| 8th  | 1991년 3월 21일  | FOREVER YOURS                                   |                                  |
| 9th  | 1991년 9월 1일   | Honey B/Keep On JAMMIN                          |                                  |
| 10th | 1991년 11월 1일  | 雨音                                            | 빗소리                           |
| 11th | 1993년 5월 14일  | 夢 with You                                     | 꿈 with You                      |
| 12th | 1993년 5월 14일  | ふたりのオルケスタ                              | 우리 둘의 오케스트라             |
| 13th | 1994년 11월 2일  | 夜に抱かれて 〜A Night in Afro Blue〜           | 밤에 안겨 ~A Night in Afro Blue~ |
| 14th | 1994년 12월 1일  | ZA-KU-ZA-KU Digame/SUNshine, MOONlight          |                                  |
| 15th | 1995년 7월 7일   | 虹のグランドスラム                              | 무지개 그랜드슬램                |
| 16th | 1996년 5월 13일  | LA·LA·LA LOVE SONG                              |                                  |
| 17th | 1996년 9월 21일  | Just The Two Of Us -Butcher Bros. LP Remix-     |                                  |
| 18th | 1996년 10월 10일 | BODY-CATION                                     |                                  |
| 19th | 1997년 2월 21일  | Cymbals                                         |                                  |
| 20th | 1998년 9월 18일  | AHHHHH!                                         |                                  |
| 21st | 1999년 7월 28일  | SOUL BANGIN                                     |                                  |
| 22nd | 1999년 7월 28일  | the Sound of Carnival                           |                                  |
| 23rd | 1999년 9월 8일   | Messengers' Rhyme ～Rakushow, it's your Show!～ |                                  |
| 24th | 2000년 8월 30일  | ポリ リズム                                     | 폴리리듬                         |
| 25th | 2000년 11월 1일  | Always Remain                                   |                                  |
| 26th | 2001년 11월 14일 | Candy Rain                                      |                                  |
| 27th | 2002년 2월 20일  | Respect (this & that)                           |                                  |
| 28th | 2003년 12월 10일 | Our Christmas                                   |                                  |
| 29th | 2005년 4월 27일  | a Love Story                                    |                                  |
| 30th | 2005년 8월 24일  | Club Happiness                                  |                                  |
| 31st | 2005년 11월 2일  | 君のそばに                                      | 네 곁에                          |
| 32nd | 2007년 8월 8일   | M☆A☆G☆I☆C                                       |                                  |
| 33rd | 2008년 3월 26일  | Flying Easy Loving Crazy                        |                                  |
| 34th | 2010년 1월 27일  | Tomorrow Waltz                                  |                                  |
| 35th | 2010년 6월 16일  | LOVE RAIN 〜恋の雨〜                            | LOVE RAIN~사랑의 비~             |
| 36th | 2011년 6월 29일  | 流れ星と恋の雨                                  | 별똥별과 사랑의 비               |
| 37th | 2011년 9월 28일  | 声にできない                                    | 말로 표현할 수 없어              |
| 미국 |                  |                                                 |                                  |
| 1st  | 1995년 8월 29일  | FUNK IT UP                                      |                                  |
| 2nd  | 1996년 6월 25일  | Just the two of us                              |                                  |
| 3rd  | 2000년 6월 21일  | Nothing But Your Love                           |                                  |
| 4th  | 2000년           | Masquerade                                      |                                  |
| 5th  | 2004년           | Living for Today                                |                                  |
| 6th  | 2004년           | Breaking Through                                |                                  |

### 정규 앨범
|      | 발매일          | 타이틀                    |
| ---- | --------------- | ------------------------- |
| 일본 |                 |                           |
| 1st  | 1986년 9월 10일 | SHAKE IT PARADISE         |
| 2nd  | 1987년 4월 22일 | GROOVIN'                  |
| 3rd  | 1988년 9월 30일 | Such A Funky Thang!       |
| 4th  | 1990년 7월 15일 | BONGA WANGA               |
| 5th  | 1991년 9월 21일 | PARALLEL WORLD I“KUBOJAH” |
| 6th  | 1992년 7월 1일  | Neptune                   |
| 7th  | 1995년 1월 28일 | BUMPIN' VOYAGE            |
| 8th  | 1996년 12월 2일 | LA・LA・LA LOVE THANG     |
| 9th  | 2000년 9월 27일 | As One                    |
| 10th | 2002년 4월 10일 | United Flow               |
| 11th | 2006년 3월 1일  | FOR REAL?                 |
| 12th | 2010년 2월 24일 | Timeless Fly              |
| 13th | 2011년 8월 3일  | Gold Skool                |
| 미국 |                 |                           |
| 1st  | 1995년 9월 10일 | SUNSHINE, MOONLIGHT       |
| 2nd  | 2000년 7월 25일 | Nothing But Your Love     |
| 3rd  | 2004년 9월 21일 | Time To Share             |

### 미니 앨범
1. Dance If You Want It (1988년 11월 26일)
2. Indigo Waltz (1989년 1월 21일)
3. High Roller (1989년 3월 21일)
4. Funk It Up/Nice & EZ (1995년 10월 21일)

### 베스트 앨범
1. the BADDEST (1989년 10월 8일)
2. the BADDEST II (1993년 9월 22일)
3. THE BADDEST ~ Only for lovers in the mood (2002년 7월 24일)
4. THE BADDEST III (2002년 12월 4일)
5. LOVE & RAIN ~LOVE SONGS~ (2010년 11월 24일)

### 콜렉션 앨범
1. ~KISS MY THANG~ 도시노부 구보타 셀렉션 (1990년 12월 1일)

### 트리뷰트 앨범
1. SOUL TREE~a musical tribute to toshinobu kubota~ (2004년 2월 25일)
2. The World Sings KUBOTA (2008년 8월 6일)